# SLぐんま みなかみ
SLぐんま みなかみは、東日本旅客鉄道（JR東日本）が上越線の高崎駅 - 水上駅間で運行している、蒸気機関車（SL）牽引による臨時快速列車。2018年（平成30年）10月6日に「SLみなかみ」から改称された。
本項では、上越線の同一区間を走行する機関車牽引の臨時列車についても記述する。

## 概要
以前は、上野駅 - 水上駅間を高崎線・上越線経由で運転する「EL&SL奥利根号」として、高崎駅以南を電気機関車（EL）牽引、高崎駅以北を蒸気機関車（SL）牽引で運行されていた。また、当時も、高崎駅以北のSL牽引区間のみで「SL奥利根号」として運行されることがあった。「SLみなかみ」の名称が登場したのは、運転開始後約20年目の2008年（平成20年）夏からである。その後、2009年（平成21年）からこの名称へ切り替えが行われた。2018年（平成30年）10月からは、群馬県で運転しているSLを多くの利用者に周知させるため「SLぐんま みなかみ」に改称された。
なお、使用車両を変更する際や記念列車として運行する際には列車名を変更されることがある（#特別運行節にて詳説）。

## 運行概況
主に夏休み期間や紅葉シーズンの土休日、ゴールデンウィークなどの連休などに1日1往復運行される。それ以外の期間にはSL列車は設定がないが、電気機関車牽引の「ELぐんま みなかみ」やディーゼル機関車牽引の「DLぐんま みなかみ」が設定されることがあった。年末年始の運行については、2018年（平成30年）の運行時に大雪時に転車台が使用できない事態が発生したことから以後運行を取りやめ、「SLぐんま よこかわ」に移行した。
快速列車を名乗るが、運行速度や途中駅での整備の都合上、上下とも渋川駅で普通列車に追い抜かれる。

### 停車駅
高崎駅 - 新前橋駅 - 渋川駅 - 沼田駅 - 後閑駅 - 水上駅
- かつては上牧駅にも停車していた。

## 使用車両
いずれもぐんま車両センター（旧：高崎車両センター高崎支所）の所属。「SL奥利根号」「SLみなかみ」時代を含めた、定期的に使用された車両のみ記載する。
SLおよび客車の使用車両の予定は、約1ヶ月前からJR東日本の公式サイトで発表される。

### 現在の使用車両

#### 蒸気機関車
D51形498号機
- 1988年（昭和63年）に動態復元され「EL&SL奥利根号」運行開始当初より使用されている。

C61形20号機
- 2011年（平成23年）に動態復元され、以降D51形とともに使用されている。

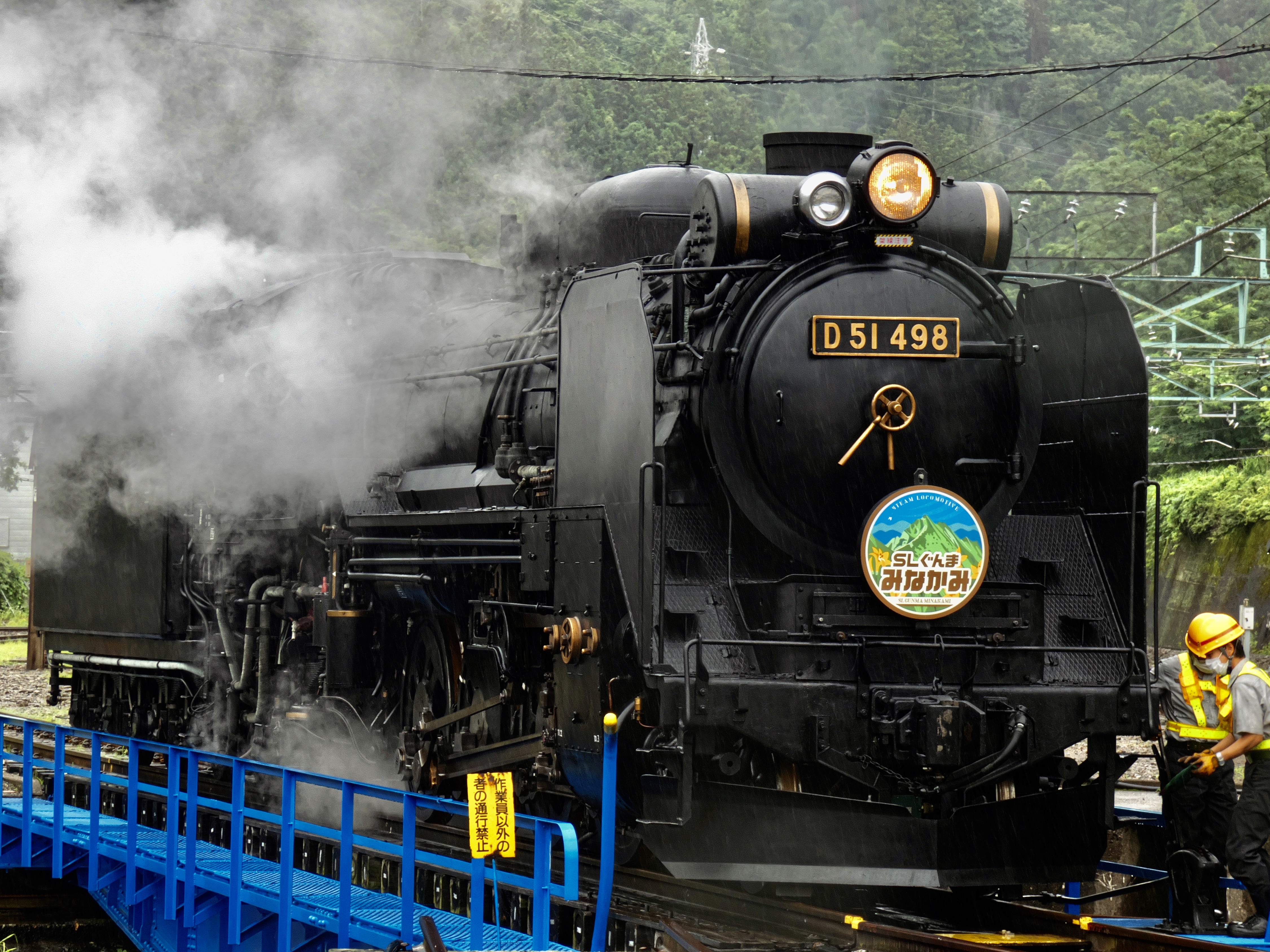
D51 498
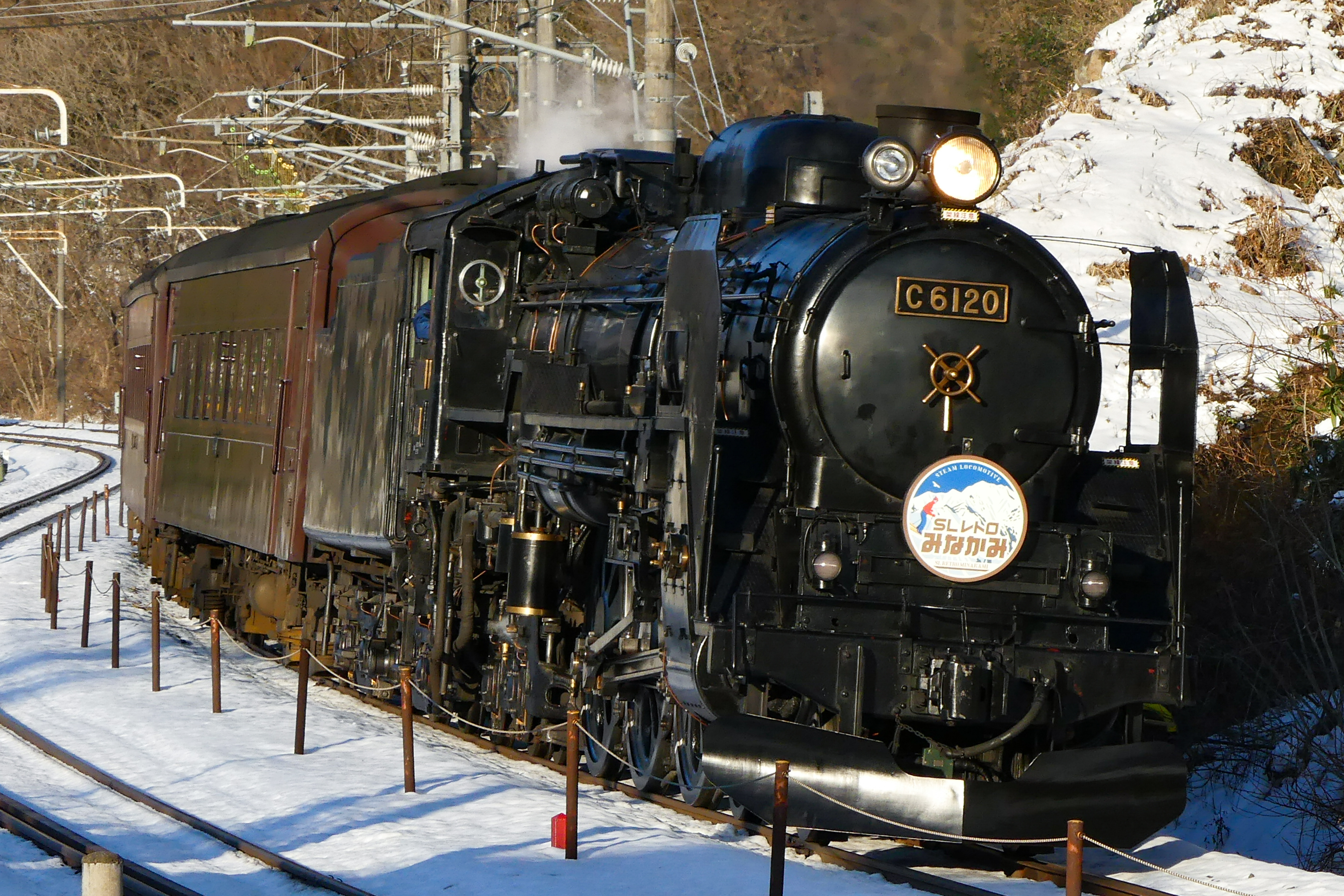
C61 20

#### 客車
スハフ32形（2357）
オハニ36形（11）
スハフ42形（2173・2234）
オハ47形（2246・2261・2266）
- いわゆる旧型客車と称されるグループであり、上記7両のうち6両を組成して運行される。この場合、オハ47形は総じて中間に連結され「SLレトロぐんま水上」の列車名を使用する。非冷房車であるため、夏季の運行は原則として行わない。
- 「SLみなかみ」時代には、旧型客車を使用するものについて「SLレトロみなかみ」の列車名を使用していた。
- 2020年（令和2年）にリニューアル改造を施工。このうちスハフ42 2173がラウンジカーに改装され[3]、車内販売やボードゲームの貸し出しなどが行われる。

12系（オハ12 366・367・369、スハフ12 161・162）
- 上記の6両は1995年（平成7年）頃に尾久客車区から転属してきたグループで、いずれも原型車であり、座席車のみでラウンジカーは設けられていない。冷房車であるため、夏季を中心に運行される。
- 同系列は運行開始当初から使用されているが、1993年ごろから使用が増加している。なお、1995年頃に尾久客車区から転属してきた車両が使用開始される前は、原型車ながら座席モケットが赤系の色のものに、化粧板が茶系の色のものにそれぞれ交換された車両が使用されていた。
- オハ12 368は2023年3月30日付で廃車された[4]

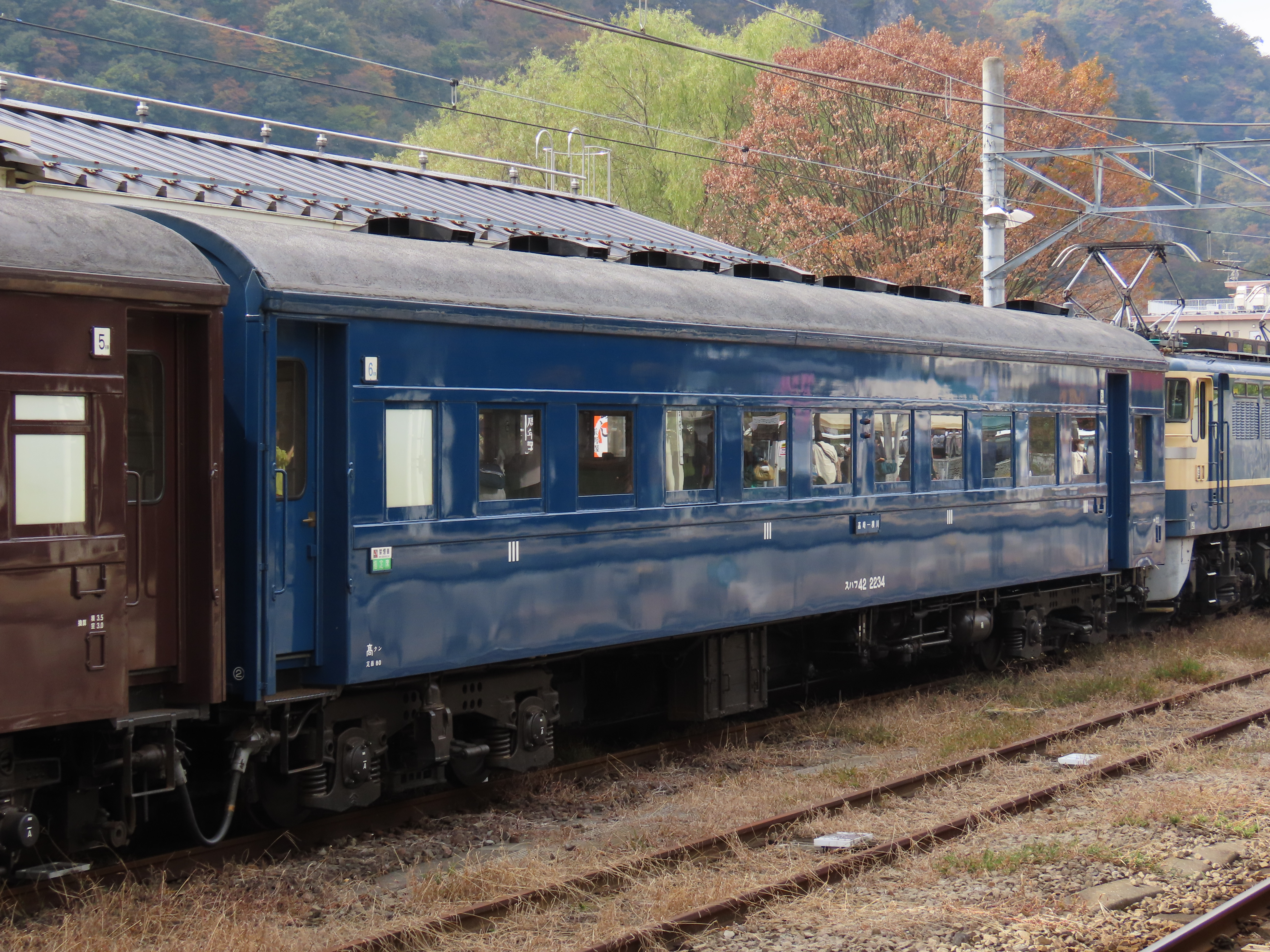
スハフ42 2234
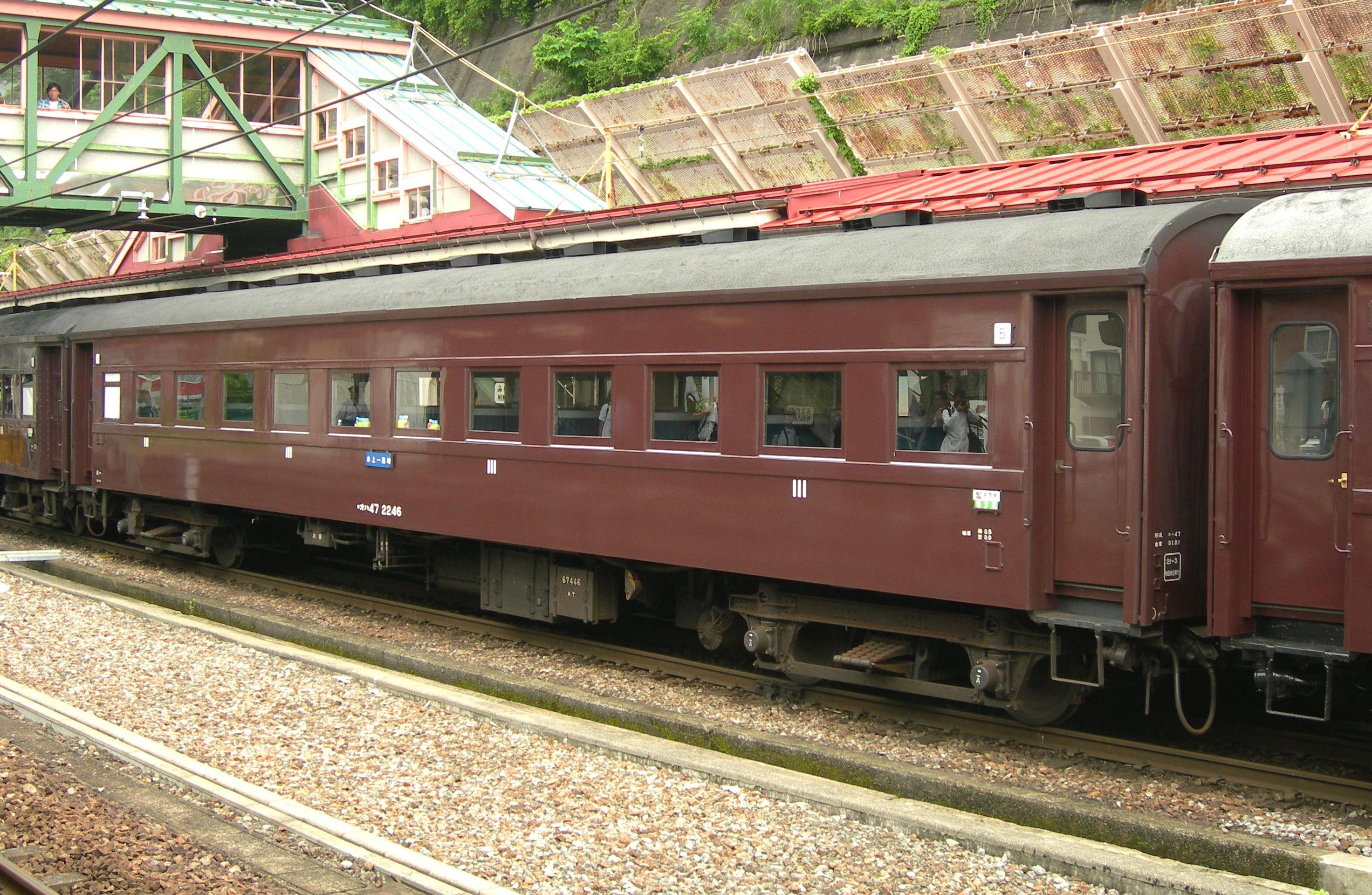
オハ47 2246
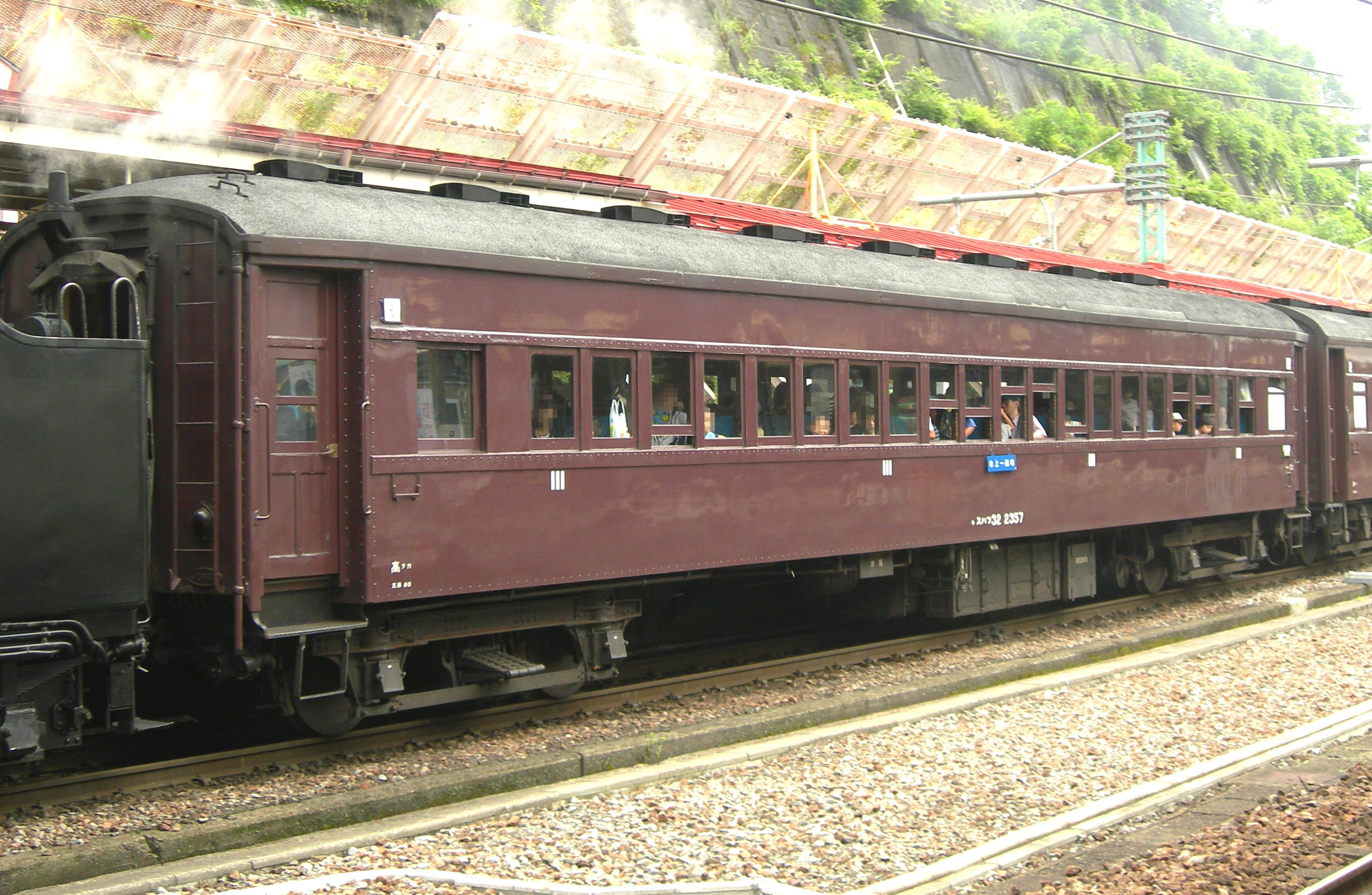
スハフ32 2357
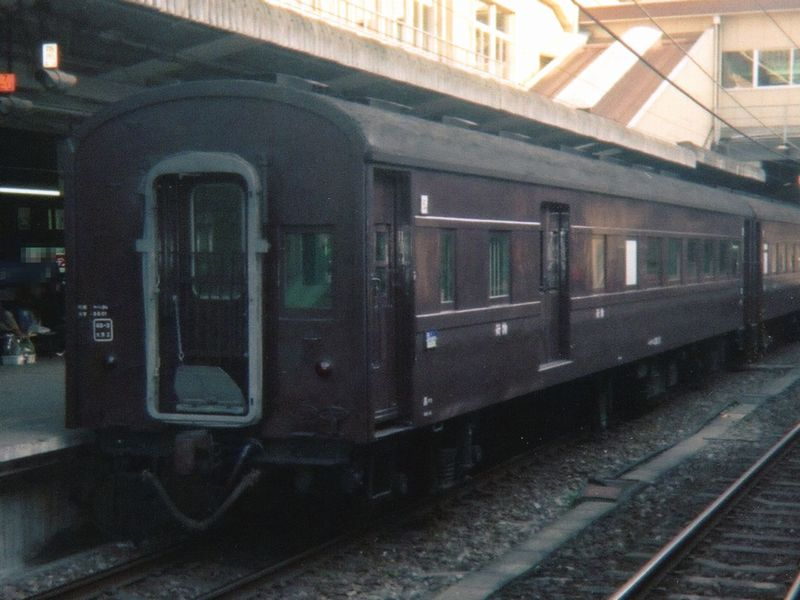
オハニ36 11
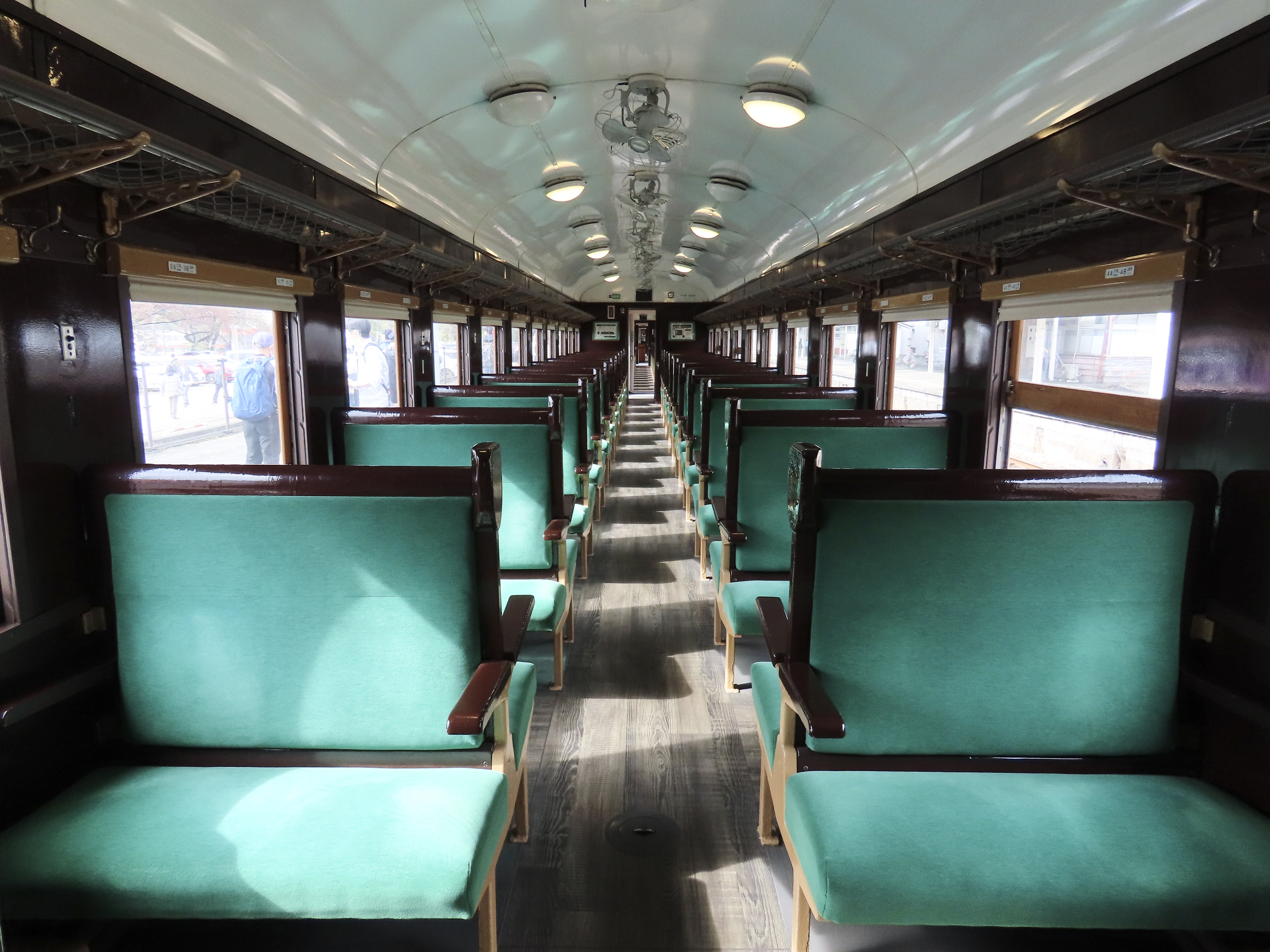
スハフ42形・オハ47形車内（画像はオハ47 2246）
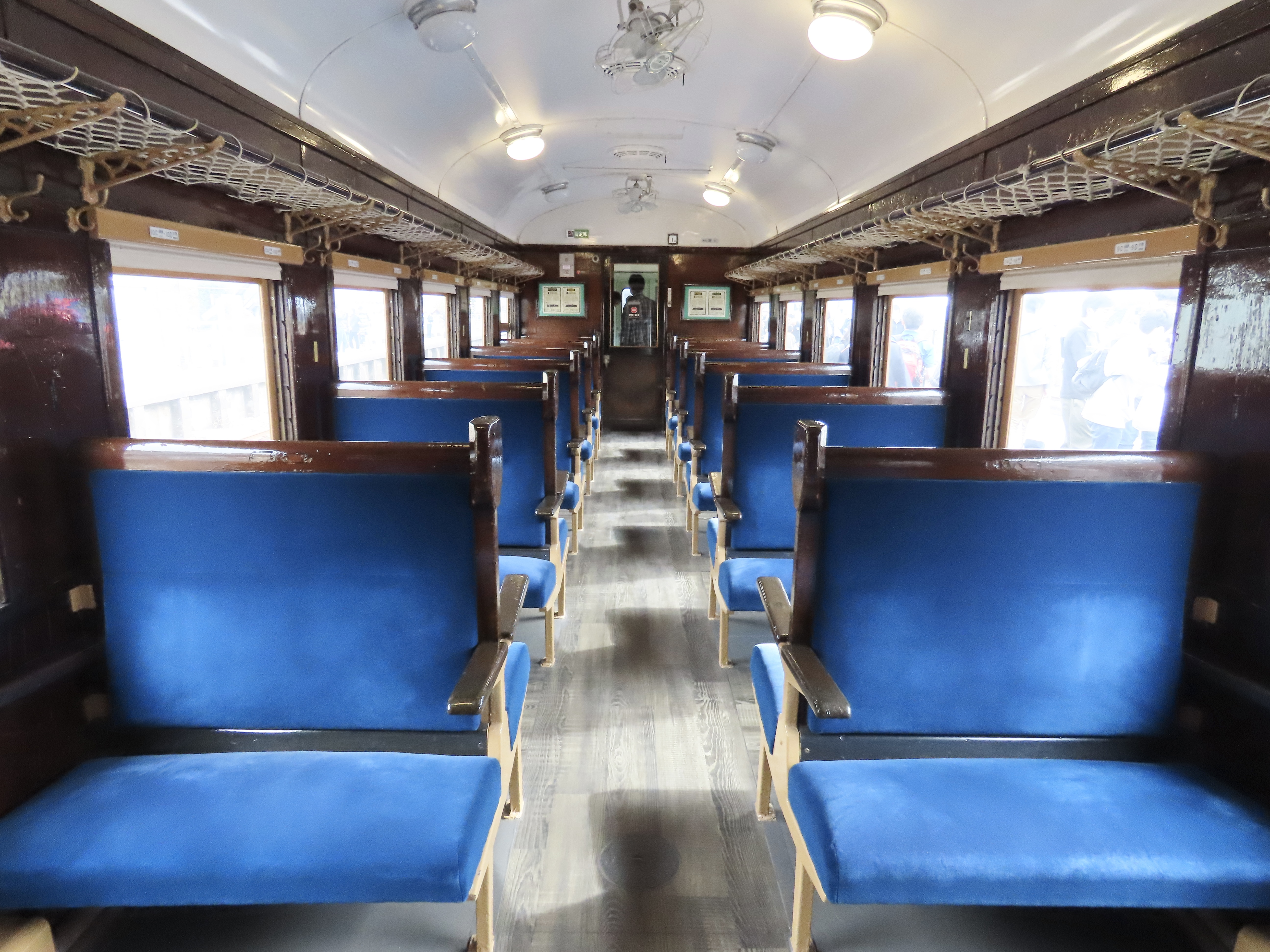
オハニ36 11車内
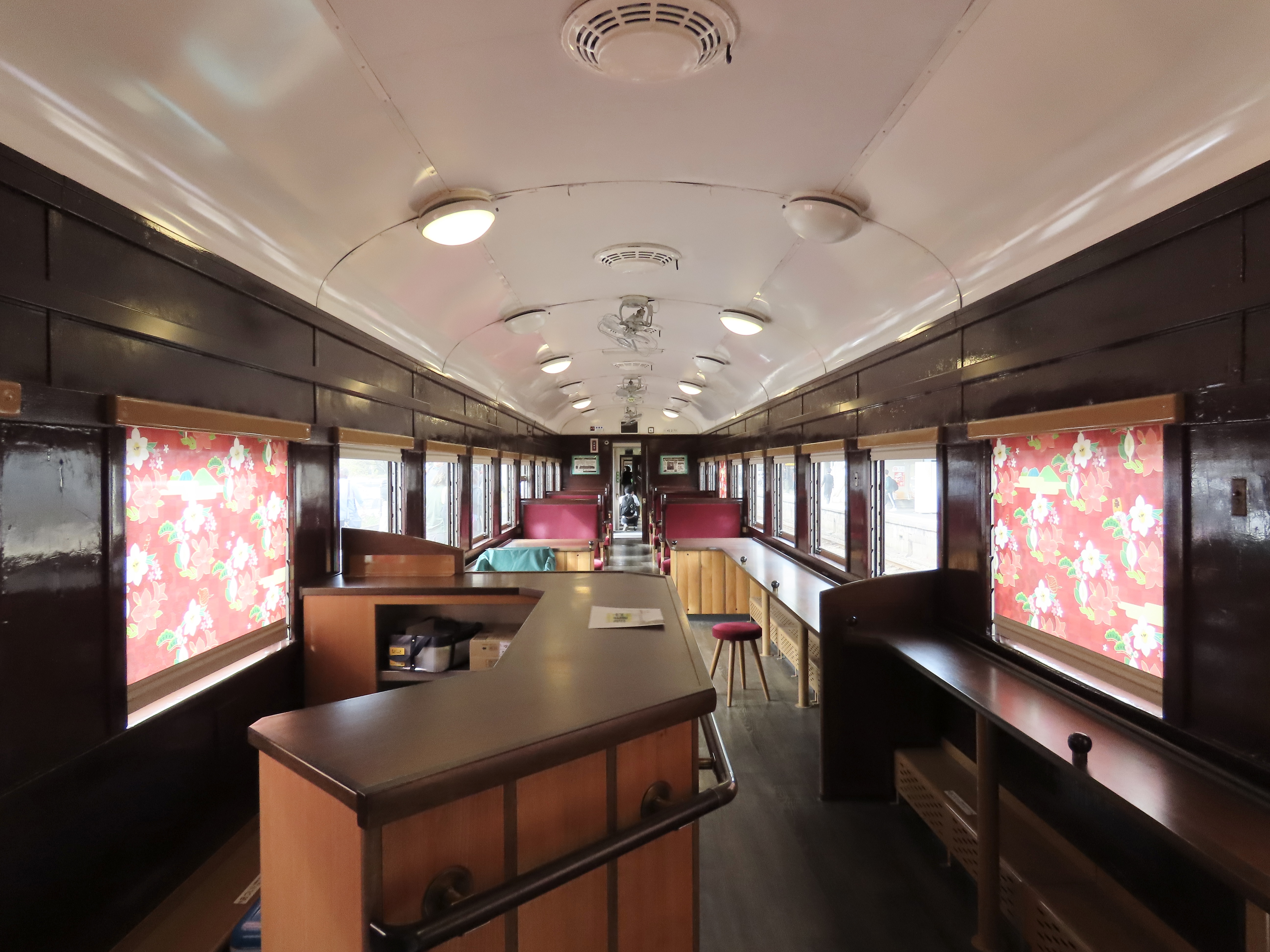
ラウンジカー（スハフ42 2173）車内
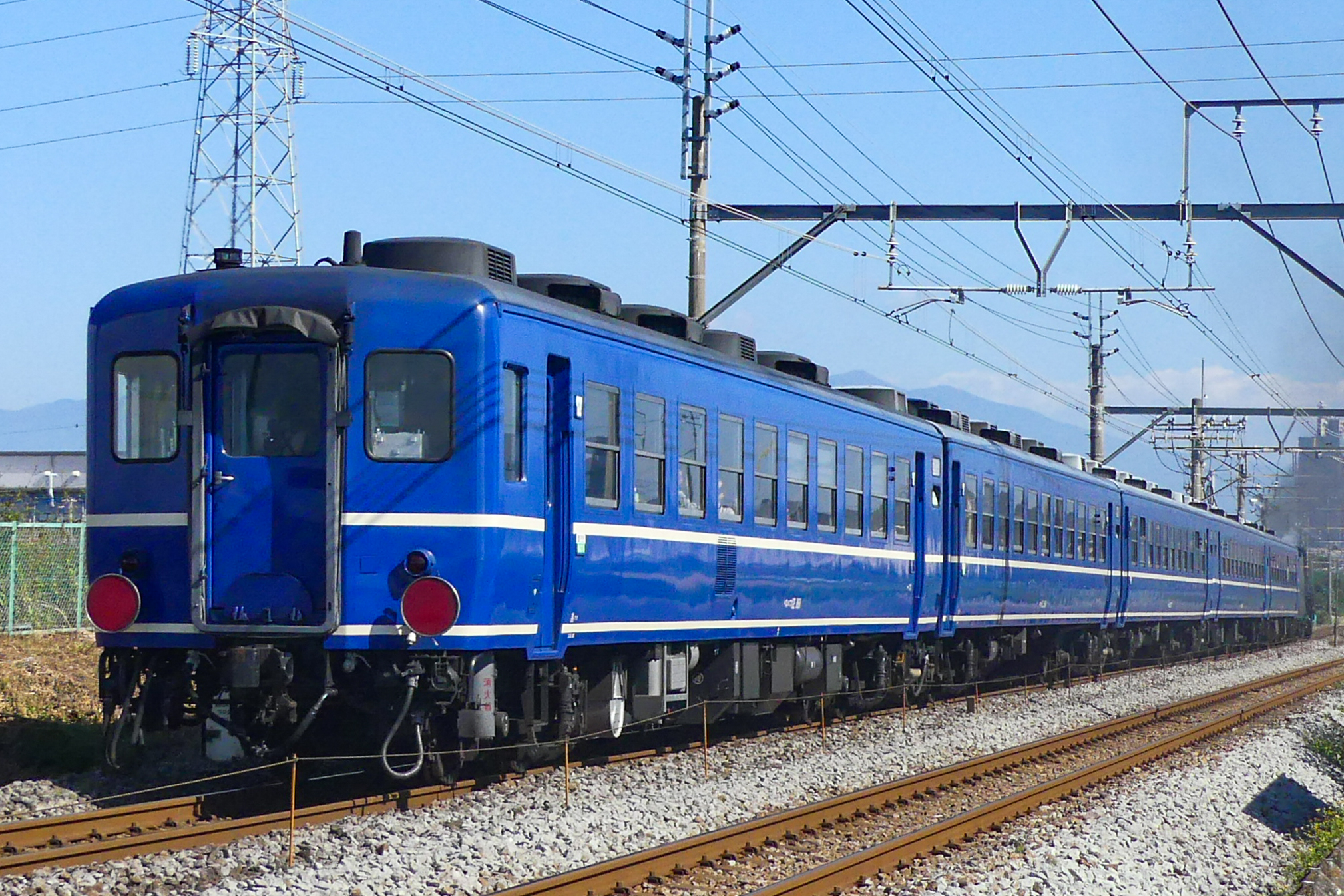
12系

### 過去の使用車両

#### 客車
50系（オハフ50 2501・2502）
- 1998年（平成10年）- 2000年（平成12年）頃「SL奥利根号」の高崎駅発着列車に限り、12系6両を4両に減車のうえ五能線の「ノスタルジックビュートレイン」から転用した眺望車（開放式の展望デッキ付き）を編成の前後に連結していた。2001年（平成13年）の廃車後は元の12系6両編成に戻っている。

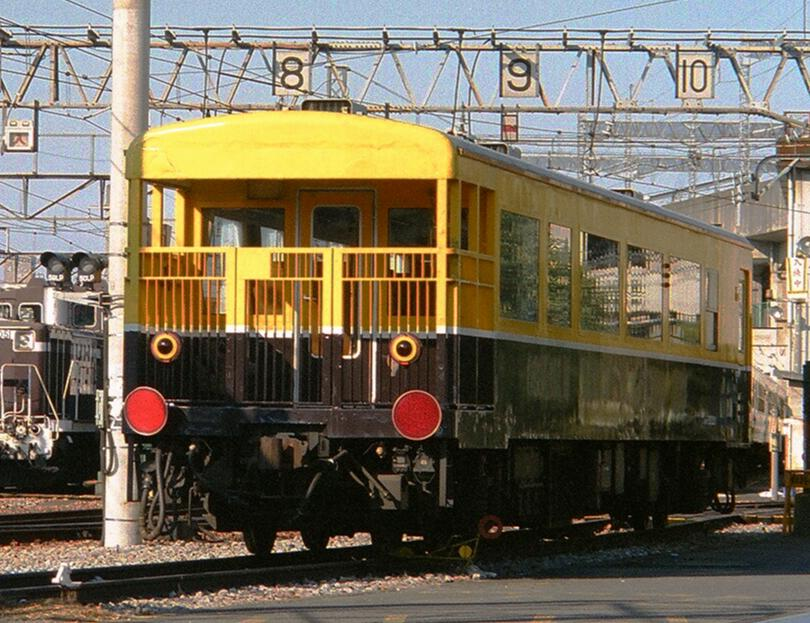
オハフ50形2500番台

## 特別運行

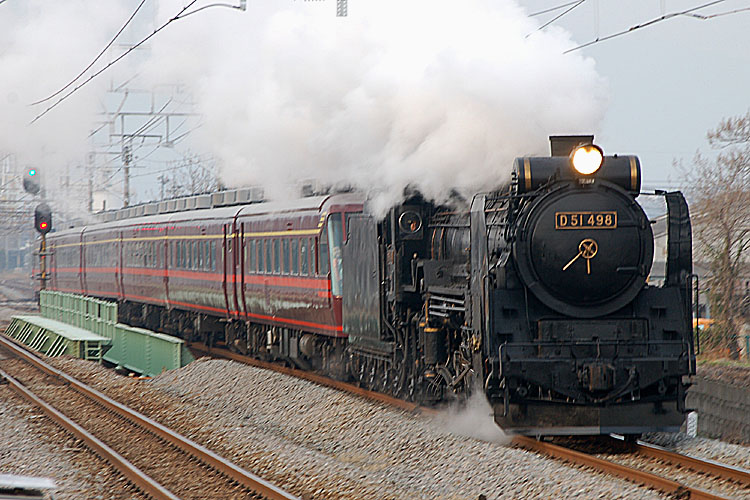
14系「ゆとり」を使用した「EL&SLお座敷ゆとり」
（2006年3月26日）

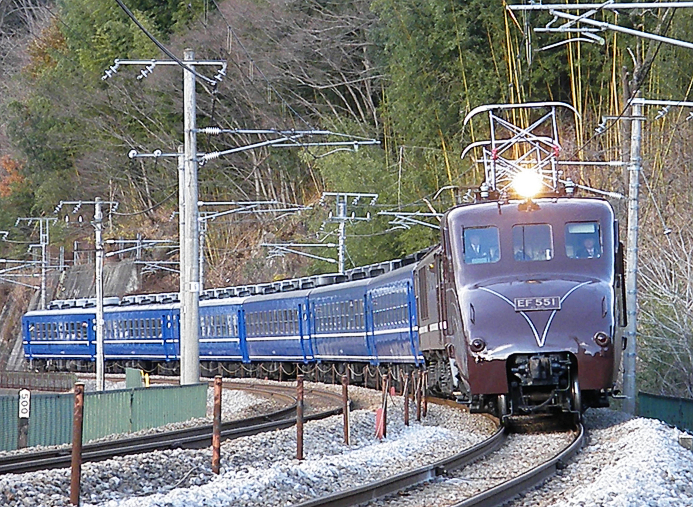
EF55とEF64の重連運転となった「EL奥利根号」
（2008年12月6日）

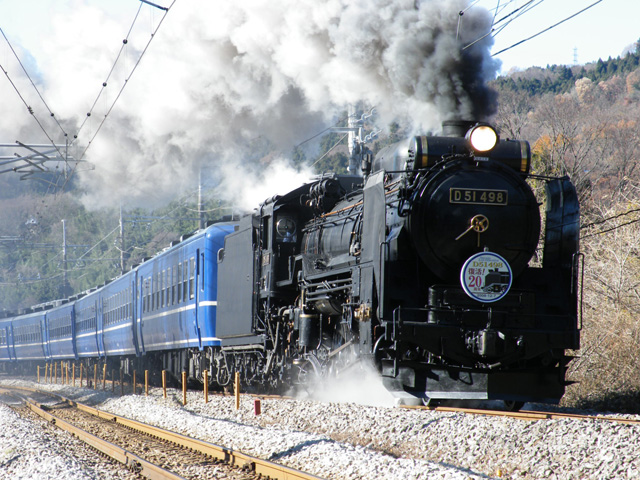
SL D51復活20周年記念号
（2008年12月7日）

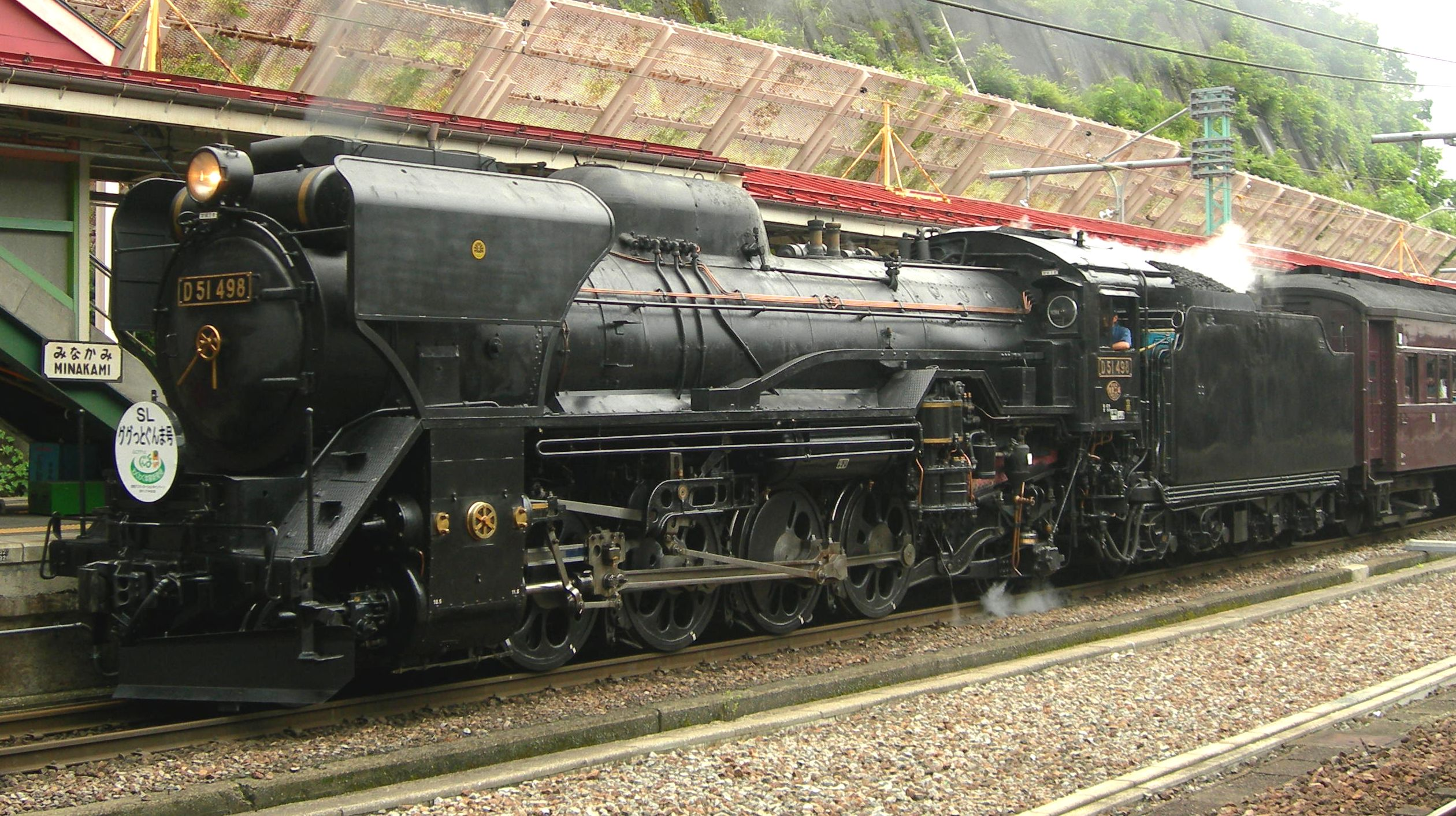
SLググっとぐんま号
（2010年7月3日）

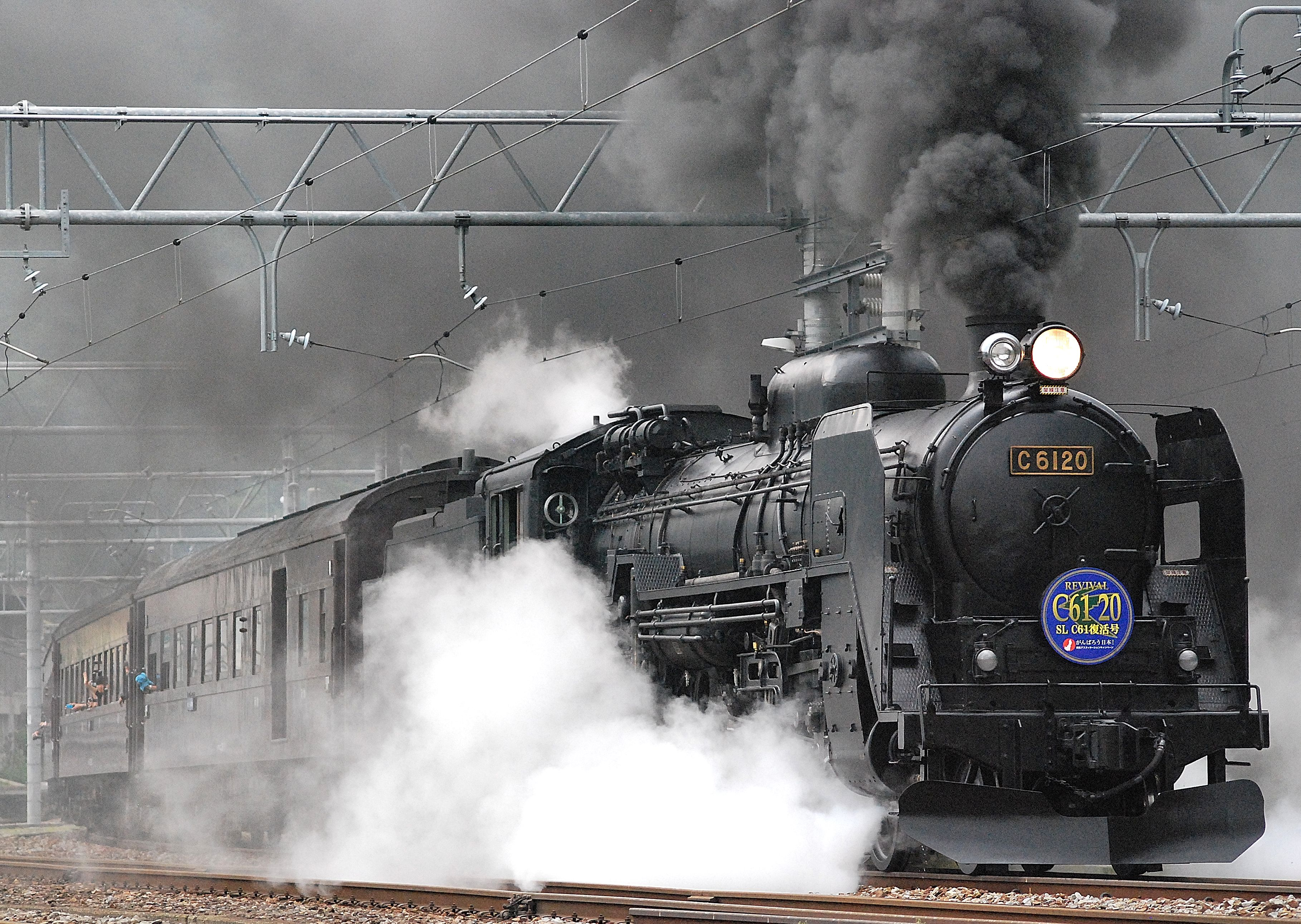
SL C61復活号（2011年6月5日）

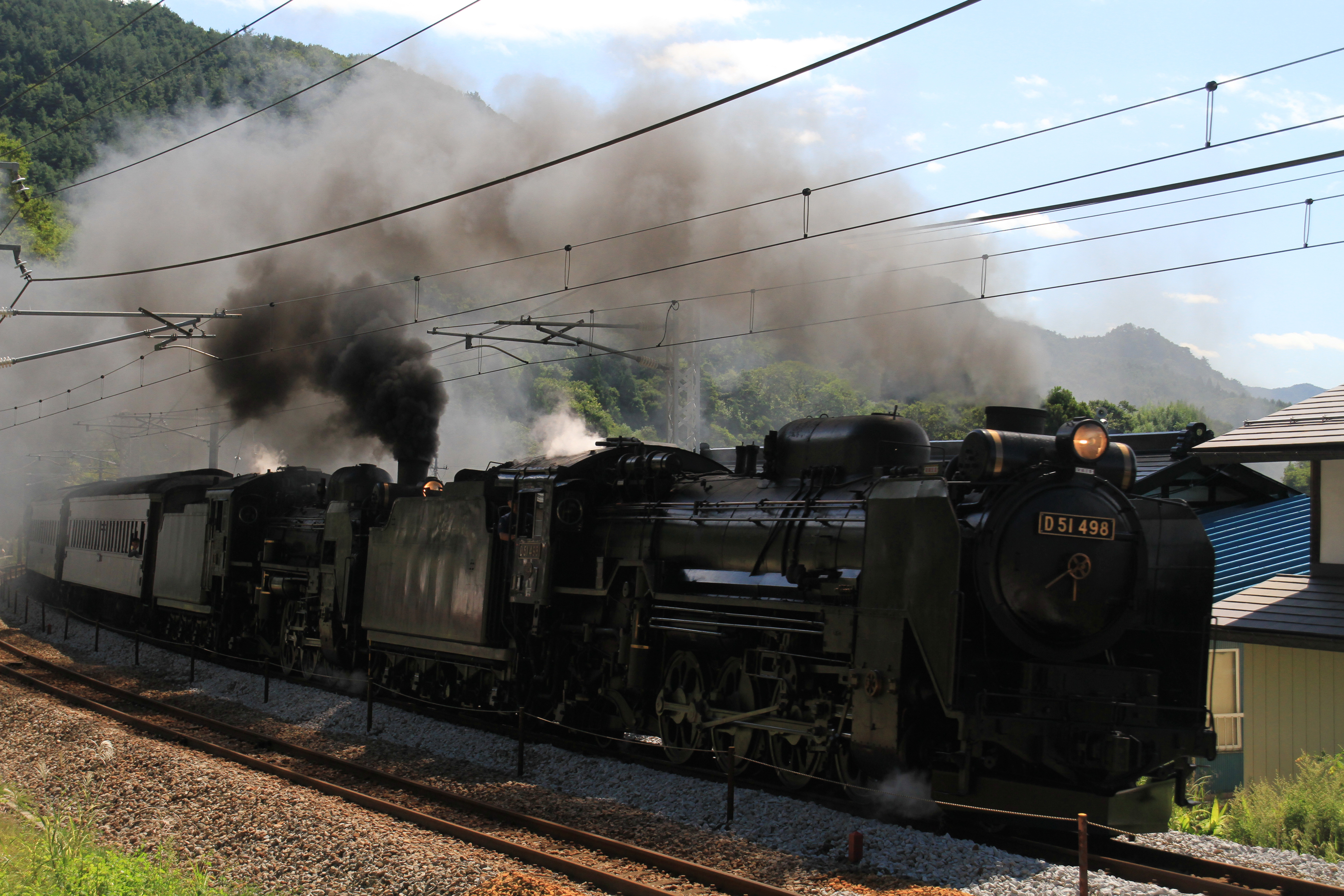
SL重連レトロみなかみ号
（2011年9月24日）

ダイヤや使用車両を変更するなどして別の列車名で運行された事例を列記する。
SL重連奥利根
1990年（平成2年）- 1996年（平成8年）1月（D51 498＋C58 363＋12系8両）や、2005年1月（D51 498＋C57 180＋12系6両）に運転。
「SLパレオエクスプレス」運休期間に運転された列車。1996年（平成8年）7月には旧型客車8両を使った列車も運転された。2005年（平成17年）正月には、新潟支社のC57 180を借り入れて重連運転が行われた。2011年（平成23年）7月にもC57 180が借り入れられた運行が行われた（下記参照）。
EL&SL浪漫
2001年（平成13年）- 2003年（平成15年）の冬に運転（D51 498＋14系「浪漫」）。
長野総合車両センター所属の14系「浪漫」を使ったお座敷列車。EL牽引区間はEF58 61が牽引していた。
EL&SLみなかみ物語
2001年（平成13年）- 2004年（平成16年）1月に運転。2001年のみC58 363＋EF58 61の重連運転で、2002年（平成14年）からはD51 498牽引。客車は「SLばんえつ物語」用6・7両。
新潟車両センター所属の12系「SLばんえつ物語」を借り入れての運行。2006年（平成18年）1月も運転予定だったが豪雪により運休となった。
2007年（平成19年）12月には「SLみなかみ物語」として運転された。
EL&SLお座敷ゆとり
2002年（平成14年）より毎年春運転（D51 498＋14系「ゆとり」）。
尾久車両センター所属の14系「ゆとり」を使ったお座敷列車。2002年（平成14年）- 2006年（平成18年）の春に運転が行われたほか、2007年（平成19年）は9月に、高崎駅 - 水上駅間はD51 498ではなくEF60 19の牽引で「お座敷ゆとり水上」として運転された。
SL D51復活15周年記念号
2003年（平成15年）8月2日運転（D51 498＋12系6両）。
列車名通り、D51 498の復活15周年を記念して企画された特別列車。扱いは「EL&SL奥利根」と全く同じで、EL牽引区間については往路はEF55 1が、復路はEF60 19がそれぞれ牽引した。
SLレトロ奥利根
2004年（平成16年）8月28日・29日に運転（D51 498＋旧型客車5両）。本列車運転開始当初は旧型客車であったため、高崎駅開業120周年に合わせてリバイバルした列車である。
SL&EL駒子号・ループ線鑑賞号
前者は下り列車、後者は上り列車。2005年（平成16年）1月29・30日運転（D51 498＋EF64 1001＋12系6両）。
高崎駅 - 越後湯沢駅間で運転された臨時列車。高崎駅 - 水上駅間はD51形とEF64形の重連運転、水上駅 - 越後湯沢駅間はEF64形の単独牽引となった。上り列車は越後中里駅 - 土樽駅間と土合駅 - 湯檜曽駅間のループ線を走るため、愛称が下り列車と異なった。
SL&ELホワイトクリスマス
2005年（平成17年）12月24・25日運転（D51 498+EF64 1001+12系6両）。
高崎駅 - 越後湯沢駅間で運転された臨時列車。運行形態は前述の「駒子」・「ループ線鑑賞」号と同じ。ただし、豪雪により24日は運休となった。
EF58浪漫奥利根
2006年（平成18年）9月16・17日運転（EF58 61+14系ジョイフルトレイン「浪漫」6両）。
SLみなかみ物語
2007年（平成19年）12月8・9日運転（D51 498＋12系「ばんえつ物語」）。これ以後も不定期的に運行。
リニューアル後の12系「ばんえつ物語」を使用。高崎 - 水上間の運行。
2013年（平成25年）運転分からグリーン車が、2014年（平成26年）運転分からオコジョ展望ルームを連結。
EL奥利根号
2008年（平成20年）12月6日運転。
上野駅 - 水上駅間で運転された臨時列車で、下り列車の全区間と上り列車の高崎駅以北はEF55 1とEF64 1001の重連牽引、上り列車の高崎駅以南はEF64形のみによる牽引。
SL D51復活20周年記念号
2008年（平成20年）12月7日運転（D51 498＋12系6両）。
列車名通り、D51 498の復活20周年を記念して企画された特別列車。扱いは「EL&SL奥利根」と全く同じで、EL牽引区間はEF64 1001が牽引した。
さよならEF55みなかみ号
2008年（平成20年）12月13・14日運転。
高崎駅 - 水上駅間で運転された臨時列車。EF55 1が12系6両編成（「ばんえつ物語」用編成。展望車減車）を牽引。
SLググっとぐんま号
2010年（平成22年）7月3日運転（D51 498＋旧型客車6両）。
「SLレトロ奥利根」号以来6年ぶりの旧型客車を使用しての運行。D51 498は同年からの新装備である集煙装置と後藤工場式大型切り取りデフを装着した重装備スタイルで登場。団体臨時列車で2011年（平成23年）開催の「群馬デスティネーションキャンペーン」のプレイベントのオープニング列車。
D51誕生70周年記念号
2010年（平成22年）11月23日運転（D51 498＋12系6両）。
D51 498の古希を祝い、ナンバープレートが紫地となった。
SL C61復活号
2011年（平成23年）6月の土・日曜日に運転（C61 20＋旧型客車6両）。
C61 20にとって復活後、初の営業列車となる。
SLググっとぐんまみなかみ号
2011年（平成23年）7月2日運転（C61 20＋C57 180＋12系「ばんえつ物語」）。
上記の「群馬デスティネーションキャンペーン」のオープニング列車。「ばんえつ物語」の客車は展望車を連結しない6両で営業。高崎駅 - 水上駅間の運行。
2012年（平成24年）以降も、「ググっとぐんま観光キャンペーン」展開時にはこの名称が用いられる。この場合、高崎駅でのD51 498牽引「SLググっとぐんま碓氷号」との同時発車が行われ、牽引機はほとんどがC61 20での運行。
客車は2012年（平成24年）7月1日・9月30日・2015年（平成27年）10月4日が12系客車、2013年（平成25年）10月20日が旧型客車、2014年（平成26年）10月5日が12系「ばんえつ物語」をそれぞれ使用。
2016年（平成28年）10月1日は、群馬県知事のセレモニー出席スケジュールの関係で同時発車が不可能になった代わりに、D51 498とC61 20の重連運転（旧型客車5両）となった上、高崎駅13:12に発車する変則ダイヤとされた。なお、復路の水上駅からは「SL YOGISHA みなかみ」と同じダイヤで運行した。
SL重連みなかみ物語
2011年（平成23年）7月3日運転（D51 498＋C57 180＋12系「ばんえつ物語」）。
上記の「SLググっとぐんまみなかみ号」の牽引機交代。D51 498はキャンペーンに合わせて標準仕様に復元。「ばんえつ物語」の客車は展望車を連結しない6両で営業。高崎駅 - 水上駅間の運行。
SL重連レトロみなかみ号
2011年（平成23年）9月23 - 25日運転（23日：D51 498＋C61 20、24日：D51 498＋C58 363、25日：C61 20＋C58 363、客車はいずれも旧型客車6両）。
群馬デスティネーションキャンペーンのフィナーレ列車で、C58 363が10年ぶりに上越線で営業運行。SL重連による旧型客車運転は上記の1996年（平成8年）7月以来の実現となった。高崎駅 - 水上駅間の運行。
SL D51誕生記念号
2011年（平成23年）・2013年（平成25年）11月23日運転（2011年〈平成23年〉はD51 498+12系6両、2013年〈平成25年〉はD51 498+旧型客車6両）。
70周年のような特別装飾は行わず、記念ヘッドマークの取り付けのみだった。
SL C61誕生記念号
2012年（平成24年）8月8日・2013年（平成25年）8月4日運転。
C61 20の誕生日を記念して運転され、客車は12系客車6両が使用される。ダイヤ等に変更はなく、特製ヘッドマークが取り付けられた。
SL七夕みなかみ・SLみなかみ織姫
2012年（平成24年）- 2014年（平成26年）7月7日運転（D51 498＋12系6両）。
後述のC61 20牽引「SLレトロみなかみ彦星」とのすれ違いを実現するための列車で、高崎駅を9:46に出発し、水上には11:51に到着。13:24に高崎へ折り返し、上牧 - 後閑間で、C61 20とすれ違った。
2014年（平成26年）の列車名は「SL七夕レトロみなかみ」および「SLレトロみなかみ織姫」で、D51 498＋旧型客車5両という組み合わせだった。
SLレトロみなかみ彦星・SL七夕レトロみなかみ
2012年（平成24年）- 2014年（平成26年）7月7日運転（C61 20＋旧型客車6両）。
前述のD51 498牽引「SLみなかみ織姫」とすれ違いを行った。ダイヤは、高崎駅11:52発→水上駅13:55着。同じく後閑駅 - 上牧駅間でD51 498とすれ違った。
両列車は、往路と復路で列車名を変えて運転された。
2014年（平成26年）の列車名は「SLみなかみ彦星」「SL七夕みなかみ」で、C61 20＋12系5両という組み合わせだった。
SL D51復活25周年記念号
2013年（平成25年）12月1日運転（D51 498＋旧型客車4両）。
列車名通り、D51 498の復活25周年を記念して企画された特別列車。扱いは「SLレトロみなかみ」と全く同じ。
SL蛍
2015年（平成27年）7月3日運転（C61 20＋旧型客車5両）。
後閑駅でホタル観賞臨時バスに接続。初の夜間走行。
SL YOGISHA みなかみ
夜間走行を行うダイヤの場合はこの愛称となる。運転時期は蛍鑑賞シーズンと、ハロウィンシーズンの2回がメイン。
注意点として、上りは渋川駅で普通列車への乗り換えを強く推奨している。「SL YOGISHA みなかみ」の上り列車を高崎駅まで乗車すると、高崎駅到着時点で高崎線上野行き最終列車はすでに発車しており、最終の新幹線である「とき」350号しか乗車の選択肢がなくなるためである。
SL新前橋～渋川百周年記念号
2021年（令和3年）7月3日運転（D51 498＋12系客車5両）。
上越線の新前橋駅 - 渋川駅間の開業100周年を記念して企画された特別列車。下りのみの運行で、扱いは「SLぐんま みなかみ」と全く同じ。
SL敷島・沼田百周年号
2024年（令和6年）3月31日運転（下りがC61 20＋旧型客車4両＋EF65 501 上りがC61 20＋EF65 501＋旧型客車4両）。
上越線の敷島駅、岩本駅、沼田駅の開業100周年を記念して企画された特別列車。発着駅はSL・ELの発着駅としては珍しい沼田駅だった。なおこの列車は、下り列車が沼田駅到着後、牽引機の入れ替えを行い、上り列車はC61 20＋EF65の蒸電運転となった。
EL・DLぐんまfin
2024年（令和6年）6月6日にぐんま車両センターに所属する電気機関車のEF64 1001・1053およびEF65 501、ディーゼル機関車のDD51 842・895の計5機が老朽化による引退が発表された。これを記念して運行される臨時快速列車で、列車名はラストランに向けたカウントダウン方式となっており、編成両端に電気機関車およびディーゼル機関車の双方を牽引機として連結した列車のみ「ELぐんまfin/DLぐんまfin」の列車名で設定されている。このため蒸気機関車を連結した場合は通常の列車名での運行となる。信越線や両毛線でも同様に運行され、上越線ではEL/DL7fin・6fin・4fin・3finが運行された。

## その他
- 1988年（昭和63年）12月のオリエント急行'88来日時に動態保存機として復活したD51 498は、その後1989年（平成元年）3月11日のダイヤ改正を記念して上野駅 - 水上駅間で運転された「びゅう3・11 SL記念号」で初めて時刻表掲載の臨時列車に充当された。この列車は、高崎運転所の旧型客車6両編成を上野駅 - 高崎駅間はEF55形＋EF58形の重連、高崎駅 - 水上駅間はD51 498単独牽引で運転されたもので[32]、後の「EL&SL奥利根号」の端緒となる列車であった。
- 当列車が停車するSL牽引区間の各駅（渋川駅3番線ホームの両端・水上駅2番線ホーム高崎寄りの先端・および他停車駅上下本線ホーム）には、煙突から煙を出すD51形のシルエットと「SL 6」が記された専用の車掌用停止位置目標が設置されている。
- 列車を牽引する2台のSLをイメージして考案された「SLロクイチ物語」・「上州D51弁当」という駅弁が販売されている。製造は高崎弁当[33][34]。
- 2014年からの約1年間、JR東日本高崎支社の公式サイトにてD51 498とC61 20を擬人化した「SL兄弟列伝」という漫画が連載されていた。それぞれ出五一郎（でご いちろう）と白井二郎（しらい じろう）という32歳の男性として描かれている[35]。その後各支社のホームページが統合されたため、閲覧不可能となっている。
- 2025年（令和7年）8月16日 - 9月7日には、同年7月19日に発生したD51 498の故障の影響により、GV-E197系気動車が代わりに牽引した[36][37][注 2]。

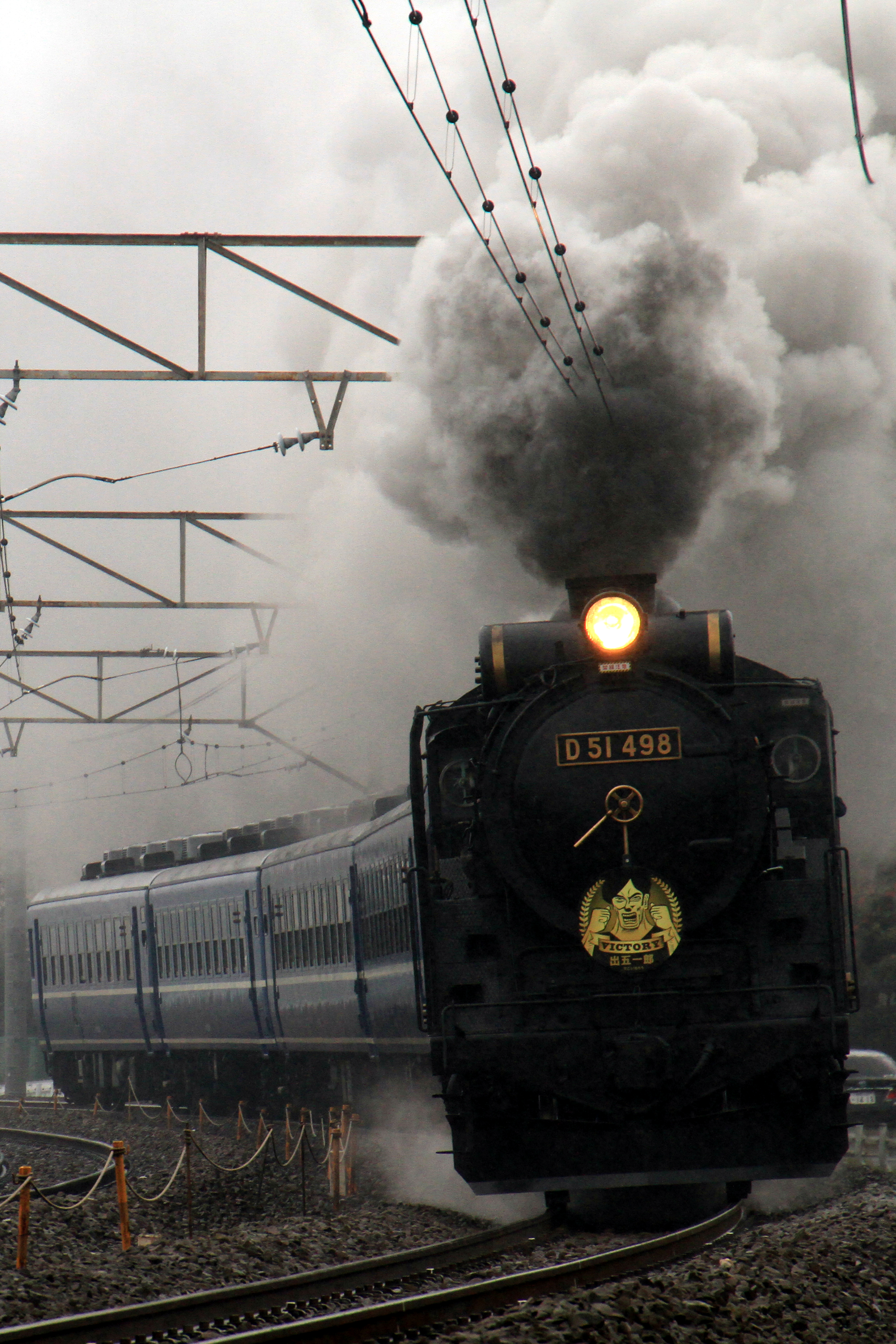
ヘッドマークはSL兄弟の「出五一郎」
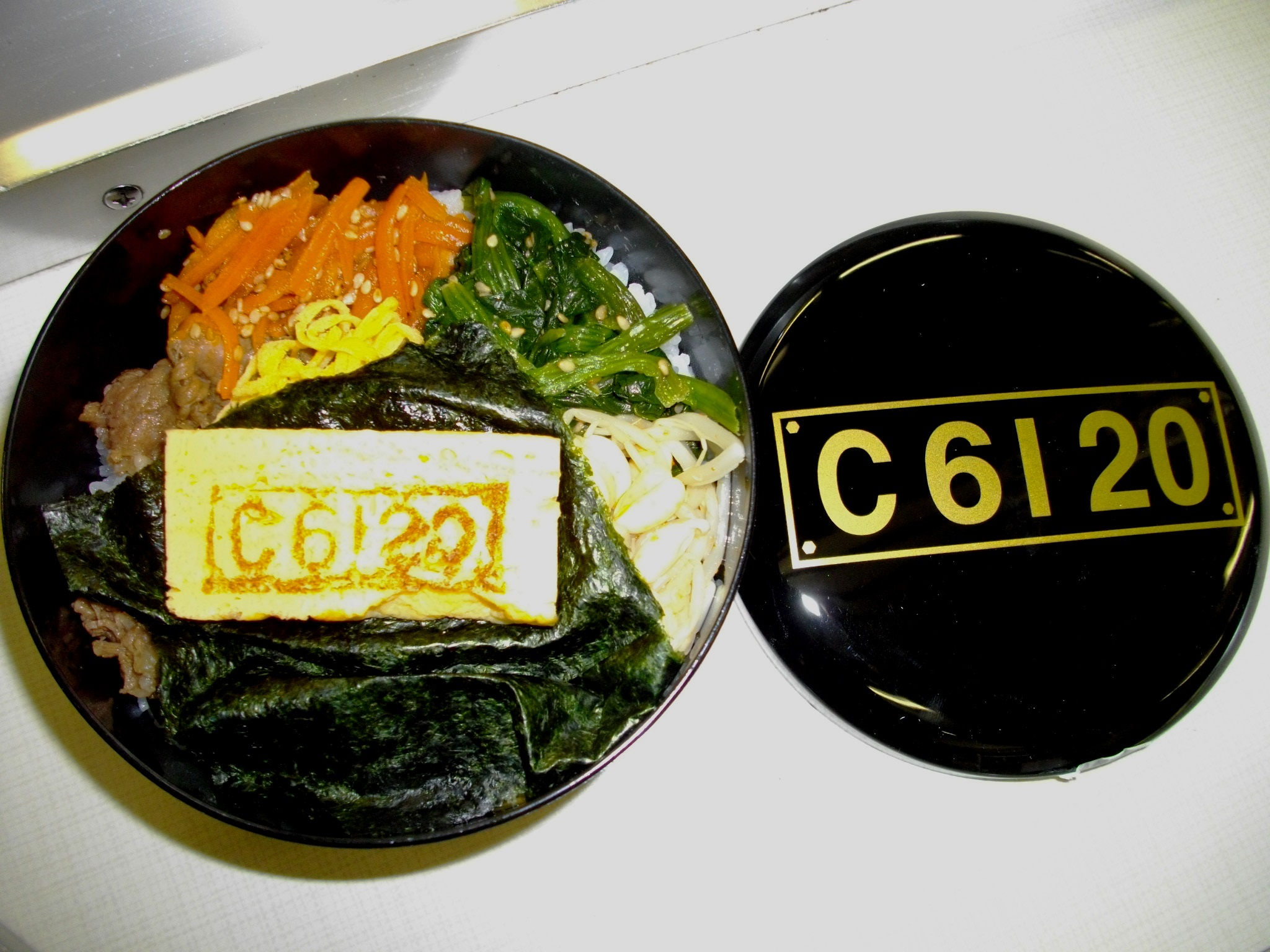
駅弁「SLロクイチ物語」